# NetworkManager
NetworkManager est un outil ayant pour but de simplifier l'utilisation d'un ou de plusieurs réseaux sur GNU/Linux ou tout autre système Unix.
Le projet a été lancé par Red Hat en 2004 avec pour but de faciliter les besoins actuels des utilisateurs de GNU/Linux en matière de réseau, et notamment au niveau des réseaux sans fil.
Il est composé d'un démon et d'une interface (par exemple : KNetworkManager pour environnement KDE ou nm-applet pour environnement GNOME).
Il est inclus par défaut dans plusieurs distributions dont Fedora et Ubuntu.
Il existe sous forme d'utilitaire en ligne de commande, nmcli et cnetwork-manager.